# Александър Волчков
Полковник Александър Фьодорович Волчков (на руски: Алекса́ндр Фёдорович Волчко́в) е съветски офицер (полковник от юстицията), юрист (военен прокурор, съдия).
Заместник главен съдия на Международния трибунал в Нюрнберг срещу нацистите след Втората световна война.